# Mantra Hare Krixna

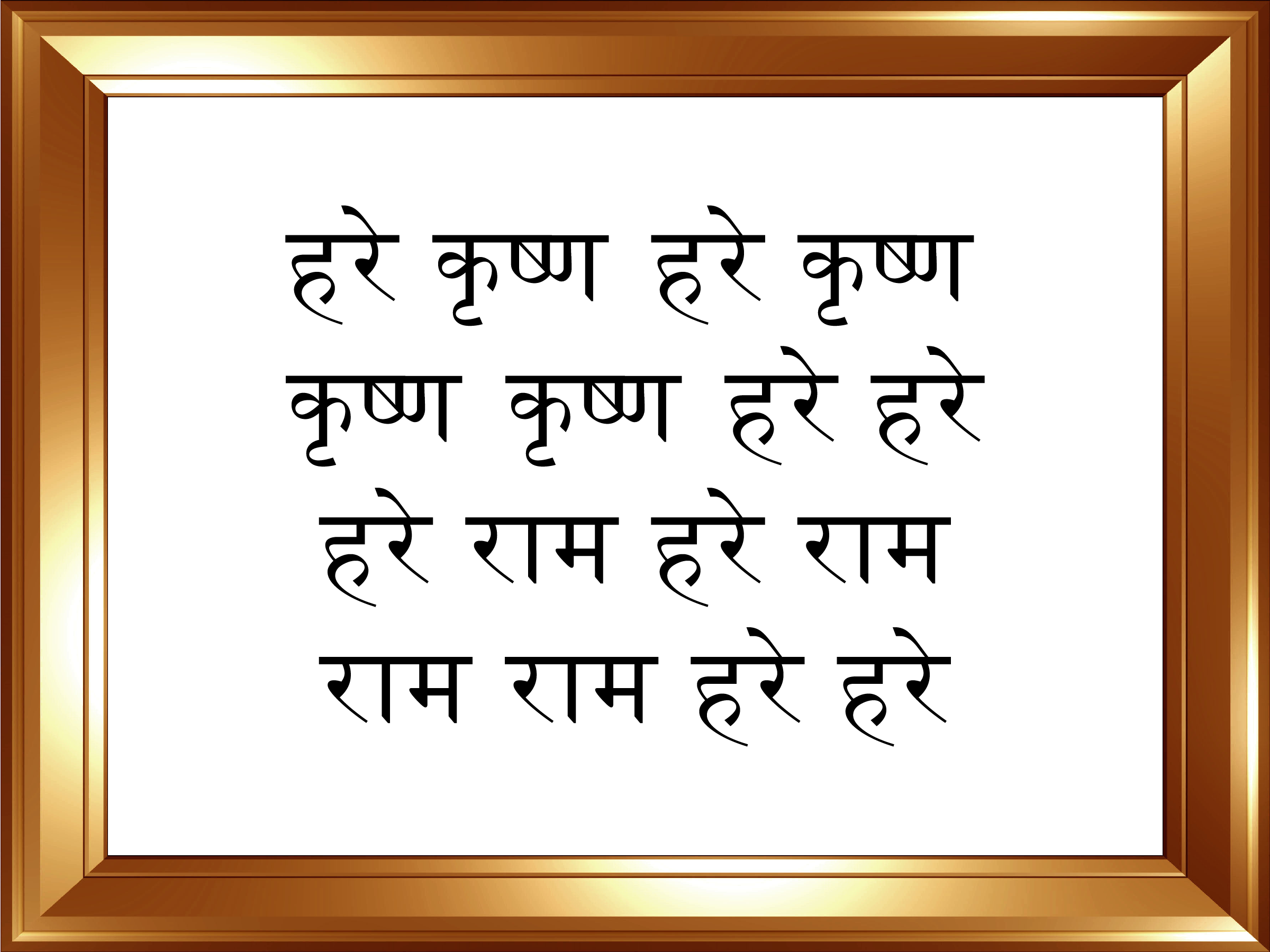
El mantra Hare Krixna en sànscrit

El mantra Hare Krixna, també conegut reverencialment com a Maha mantra ("gran mantra"), és un mantra vixnuïsta de 16 paraules que és esmentat per primera vegada al Kali-santarana-upanishad, i que des del segle xvi va ser difós pel moviment bhakti seguint els ensenyaments del sant bengalí Chaitanya Mahaprabhu.
Des dels anys seixanta, el mantra es va fer molt conegut fora de l'Índia gràcies a Bhaktivedanta Swami Prabhupada, fundador de l'Associació Internacional per a la Consciència de Krixna (comunament coneguda com els Hare Krixna).
El mantra s'ha de repetir nombroses vegades. Els Hare Krixna el reciten diàriament durant 16 voltes del seu rosari (japa mala) de 108 grans (això és 1728 vegades diàries).

## Text
- En IAST (alfabet internacional de transliteració del sànscrit):

hare kṛṣṇa hare kṛṣṇa
kṛṣṇa kṛṣṇa hare hare
hare rāma hare rāma
rāma rāma hare hare
- En transliteració catalana:

Hare Krixna Hare Krixna
Krixna Krixna Hare Hare
Hare Rama Hare Rama
Rama Rama Hare Hare

## Significat
El mantra és compost dels noms en sànscrit Hare, Krixna i Rama en cas vocatiu.
- Hare se sol interpretar com el vocatiu de Hara, un nom de Radha, la consort de Krixna, que s'interpreta com la seva energia.
- Krixna es refereix al déu del mateix nom.
- Rama es pot referir al déu Rama, protagonista del Ramayana, o sinó al mateix Krixna com a Radha-Raman, un altre nom de Krixna que significa "estimat de Radha". O també pot ser una forma abreujada de Balarama, germà de Krixna.

Segons Bhaktivedanta Swami Prabhupada, Hare es refereix a "l'energia de Déu" i Krixna i Rama a Déu mateix. Déu és el mascle original (puruixa) i la seva energia (prakti) és la femella original. Així doncs, quan es canta Hare Krixa estem dient "Oh, senyor Krixna! Oh, energia de Krixa, si us plau, ocupeu-me en el vostre servei".